# Amphoroidea angustata
Amphoroidea angustata är en kräftdjursart som beskrevs av Baker 1908. Amphoroidea angustata ingår i släktet Amphoroidea och familjen klotkräftor. Inga underarter finns listade i Catalogue of Life.